# Луноход-2

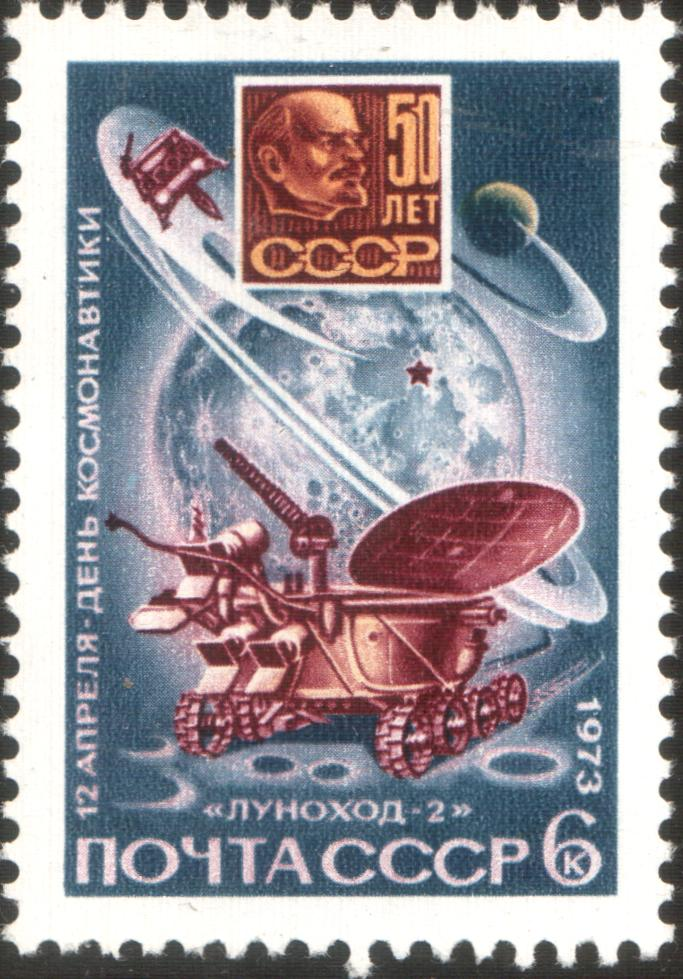
Почтовая марка СССР. 1973. «Луноход-2»

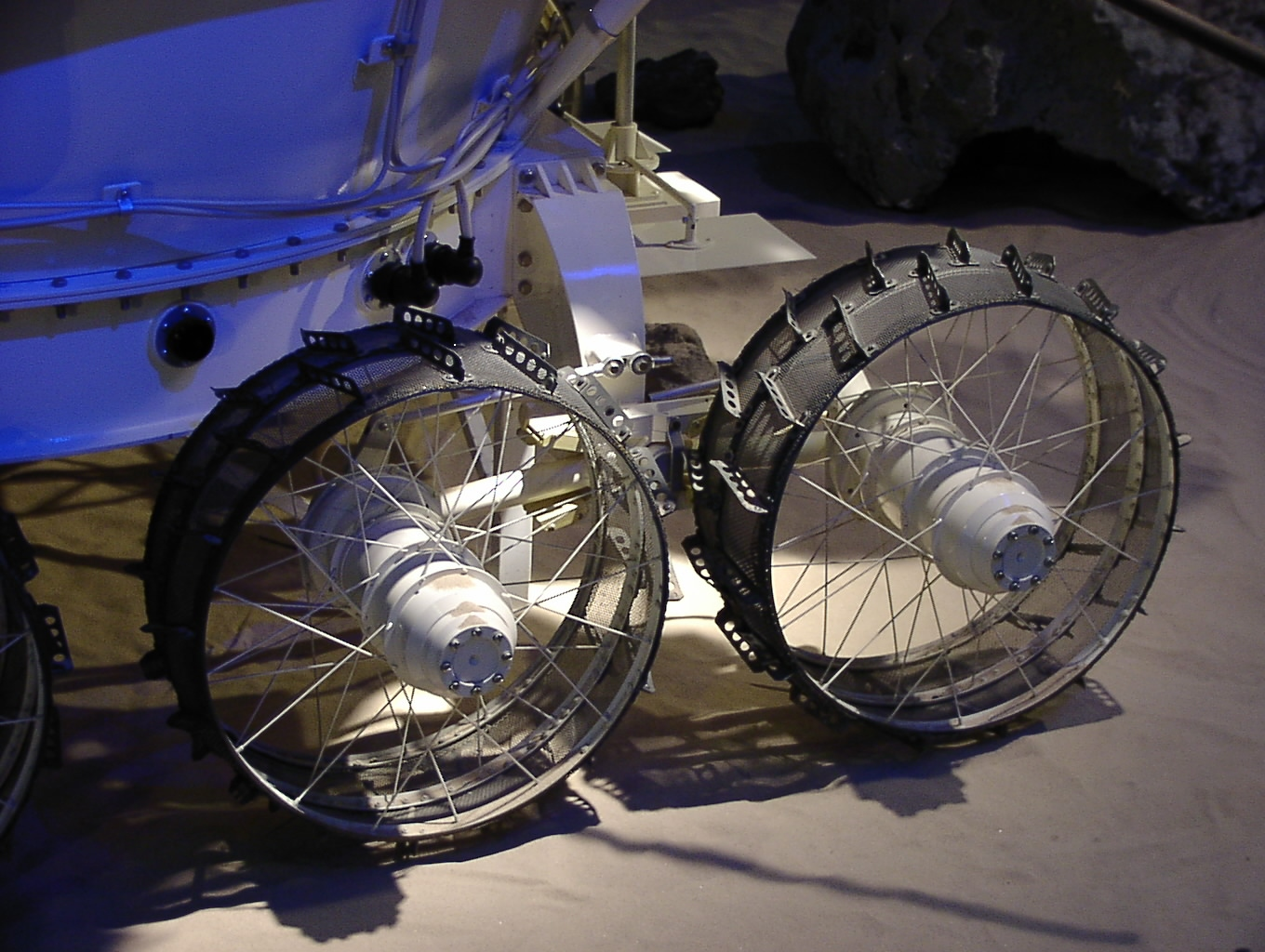
Колёса лунохода

«Лунохо́д-2» (8ЕЛ № 204) — луноход, второй из серии советских лунных дистанционно управляемых самоходных аппаратов-планетоходов «Луноход» (проект Е-8).
Был предназначен для изучения механических свойств лунной поверхности, фотосъёмки и телесъёмки Луны, проведения экспериментов с наземным лазерным дальномером, наблюдений за солнечным излучением и прочих исследований. На «Луноходе-2», как и на посадочной ступени «Луны-21» находились Государственный флаг СССР, вымпелы с барельефом В. И. Ленина, Государственным гербом СССР и текстом «50 лет СССР».

## Конструкция
Конструктивно «Луноход-2» практически не отличался от своего предшественника «Лунохода-1», масса «Лунохода-2» составляла 836 кг. В конструкцию введена выносная телекамера на высоте глаз стоящего человека, облегчающая управление. В отличие от кремниевой солнечной батареи «Лунохода-1», солнечная батарея собрана из арсенид-галлиевых элементов, включённых в последовательно-параллельную цепь, обеспечивает до 1 кВт электрической мощности.

## Хроника событий
15 января 1973 года доставлен на Луну автоматической межпланетной станцией «Луна-21». Посадка произошла в кратере Лемонье на восточной окраине Моря Ясности, в 172 километрах от места прилунения «Аполлона-17». Система навигации «Лунохода-2» оказалась повреждена, и наземный экипаж лунохода ориентировался по окружающей обстановке и Солнцу. Большой удачей оказалось то, что незадолго до полёта через неофициальные источники советским планетологам была передана подробная фотокарта района, составленная для посадки «Аполлона-17».
Несмотря на повреждение системы навигации, аппарат преодолел большее расстояние, чем его предшественник, так как был учтён опыт управления «Луноходом-1» и был внедрён ряд нововведений, таких как, например, третья видеокамера на высоте человеческого роста.
За четыре месяца работы «Луноход-2» прошёл 42 километра (это расстояние оставалось рекордным до 2015 года, когда его превзошёл марсоход «Оппортьюнити»), передал на Землю 86 панорам и около 80 000 кадров телесъёмки, но его дальнейшей работе помешал перегрев аппаратуры внутри корпуса.
После въезда внутрь свежего лунного кратера, где грунт оказался очень рыхлым, луноход долго буксовал, пока задним ходом не выбрался на поверхность. При этом откинутая назад крышка с солнечной батареей, видимо, зачерпнула немного грунта, окружающего кратер. Впоследствии, при закрытии крышки на ночь для сохранения тепла, этот грунт попал на верхнюю поверхность лунохода и стал теплоизолятором, что во время лунного дня привело к перегреву аппаратуры и выходу её из строя.

Это произошло при движении в очень сложных условиях внутри одного из кратеров. На стенке этого кратера притаился ещё один, вторичный, маленький. Это самое подлое на Луне. Чтобы выбраться из этого паршивого кратера, оператор-водитель принял вместе с экипажем решение луноход сдать назад. А солнечная панель была откинута. И получилось так, что крышкой солнечной панели он въехал в стенку этого невидимого, ведь камеры смотрели только вперёд, кратера. Он черпнул лунного грунта на солнечную панель. А после того, как выбрались, решили эту панель закрыть. Но лунная пыль такая противная, что её так просто не стрясёшь. За счёт запыления солнечной батареи упал зарядный ток, а из-за того, что пыль стряслась на радиатор, нарушился тепловой режим.
В итоге в этом злополучном кратере «Луноход-2» и остался. Все попытки спасти аппарат закончились ничем.
— Олег Генрихович Ивановский, в 1958—1959 годах — ведущий конструктор по станциям серии Ев ОКБ-1, с 1965 — заместитель главного конструктора, а с 1971 по 1983 год — главный конструктор по лунной тематике НПО имени Лавочкина

Со вторым история получилась глупая. Четыре месяца он уже находился на спутнике Земли. 9 мая я сел за штурвал. Мы угодили в кратер, навигационная система вышла из строя.
Как выбираться? Не раз мы уже попадали в подобные ситуации. Тогда просто закрывали солнечные батареи и выбирались. А тут — в группе управления новые люди. Они и приказали не закрывать и так выбираться. Мол, закроем, и не будет откачки тепла из лунохода, приборы перегреются.
Мы не послушались и попробовали выехать так. Зацепили лунный грунт. А лунная пыль такая липкая. А тут ещё приказывают закрыть панель солнечной батареи — мол, пыль сама по себе и осыплется. Она и осыпалась — на внутреннюю панель, луноход перестал получать подзарядку солнечной энергией в необходимом объёме и постепенно обесточился. 11 мая сигнала от лунохода уже не было.
— Вячеслав Георгиевич Довгань, академик Российской академии космонавтики, профессор, генерал-майор. В те времена — капитан, затем майор, один из первых водителей луноходов
Официально работа прекращена 4 июня 1973 года. Следующий луноход (китайский «Юйту») приступил к работе на Луне лишь через 40 с лишним лет (14 декабря 2013 года).

## Результаты экспедиции
В ходе работы аппарата «Луноход-2» был поставлен ряд рекордов: рекорд по продолжительности активного существования, по массе самодвижущегося аппарата и по пройденному расстоянию (согласно одометрии ранее эту дистанцию оценивали в 37 км, но учёные из МИИГАиК, изучая снимки LRO, вычислили, что она равна 42,1—42,2 км; впоследствии специалистами МИИГАиК на основании уточнённых расчётов получено значение 39,1 км), а также по скорости движения и продолжительности активных действий.
На «морском» отрезке пути получена оценка относительного числа вторичных кратеров: в диапазоне диаметров от 0,5 до 2 м их количество не больше 0,25 % от общего числа кратеров этого размера. По свежим кратерам оценена глубина слоя реголита — от 1 до 6 м, что подтверждало предыдущие данные. В предматериковой зоне плотность кратеров уменьшилась в 2—3 раза по сравнению с «морским» участком, толщина слоя реголита в холмистой местности была до 10 м. При помощи прибора «РИФМА-М» получены данные об изменении химического состава лунного грунта в зависимости от расстояния до места посадки «Луны-21»: недалеко от места посадки кремния было 24±4 %, железа 6±0,6 %, кальция 8±1 %, алюминия 9±1 %, при движении к холмистой местности процент железа уменьшался и на расстоянии 5 км от места посадки достиг 4,9±0,4, самый низкий процент железа установили 19 февраля — 4±0,4, причём процент алюминия увеличился до 11,5±1. Измерено альбедо разных объектов на поверхности Луны и обнаружена корреляция изменений значений альбедо с изменением химического состава поверхностных пород. Проведена первая маршрутная съёмка магнитного поля поверхности Луны. Магнитное поле в исследованном районе залива Лемонье получилось равным в среднем 20—30 γ. Обнаружены аномалии поля величины 10—15 γ, связанные с кратерами размером более 50 метров. Для залива Лемонье получен разрез глубинной электропроводности с резким увеличением проводимости на глубине 180 км. При исследовании Борозды Прямой обнаружен выход коренных скальных пород толщиной в десятки метров. По результатам пионерских исследований светимости лунного неба установлено, что в видимом свете яркость дневного и «сумеречного» лунного неба является необыкновенно большой, а в ультрафиолете — напротив, малой. Физическим институтом АН СССР с использованием 2,6-метрового телескопа Крымской астрофизической обсерватории и лазера определено расстояние до уголкового отражателя «Лунохода-2» с точностью ±40 сантиметров. Используя лазерную пеленгацию и установленный на «Луноходе-2» фотоприёмник «Рубин-1», советские учёные получили 1500 фотографий Луны с лазерными метками, по которым с высокой точностью были установлены координаты «Лунохода-2».

## Дальнейшая судьба
В декабре 1993 года НПО имени Лавочкина продало «Луноход-2», находящийся на Луне, вместе с АМС «Луна-21» на аукционе Сотбис в Нью-Йорке за 68 500 долларов сыну астронавта предпринимателю Ричарду Гэрриоту, который также совершил в октябре 2008 года полёт на Международную космическую станцию в качестве космического туриста на корабле «Союз ТМА-13».

## «Луноход-2» на снимках

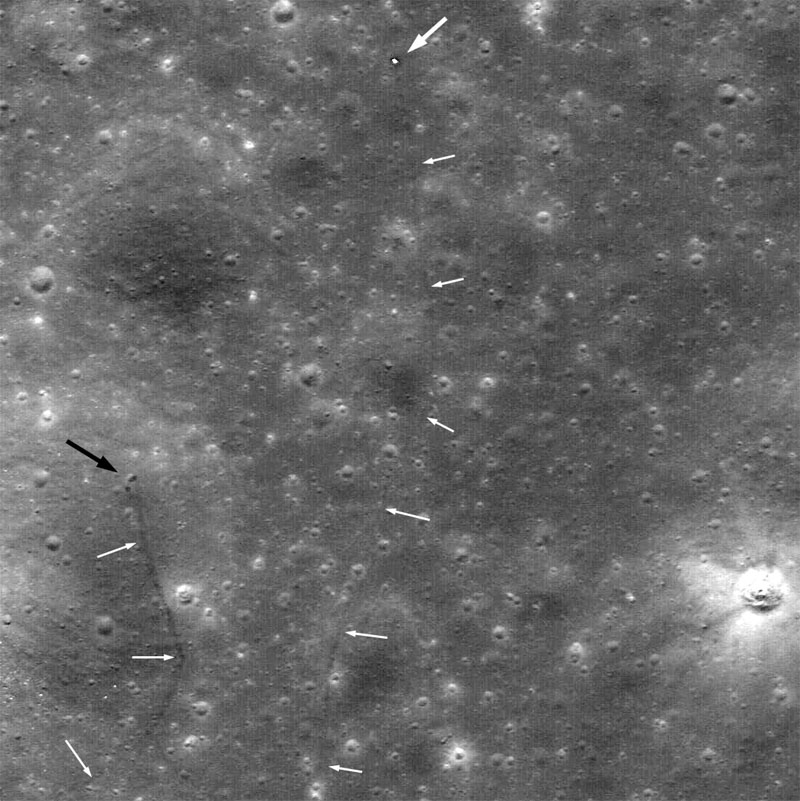
«Луноход-2» в 2010 году (большая белая стрелка вверху) на снимке LRO
Маршрут «Лунохода-2» наложен на мозаику из шести снимков LRO
Следы «Лунохода-2» на дне кратера Лемонье в Море Ясности. У небольшого кратера аппарат маневрировал, делая замеры магнитометром. Маленькие тёмные круги — места, где он поворачивался на месте для движения в обратном направлении. Снимок сделан LRO в мае 2014 года. Ширина снимка 470 м

В марте 2010 года профессор Филипп Стук из Университета Западного Онтарио обнаружил на снимках, сделанных LRO (Lunar Reconnaissance Orbiter), «Луноход-2», уточнив тем самым координаты его местонахождения. Координаты оказались близки к тем, которые указывали советские учёные.
«Следы лунохода сразу видны. И теперь, зная историю его экспедиции, мы можем составить детальное представление об его деятельности на Луне. Теперь мы видим, где он измерял магнитное поле, двигаясь взад и вперёд по одному и тому же пути, чтобы собрать больше информации», — говорится в заявлении, опубликованном Университетом Западного Онтарио.
Позже стало известно, что канадский учёный Филипп Стук неверно определил местонахождение «Лунохода-2». «То тёмное пятно, которое он принял за „Луноход-2“, — это место около кратера, в который луноход заехал и с некоторым трудом выехал. Там он много двигался вперёд и назад и разворачивался, и нарушенный грунт виден, как тёмное пятно», — сказал Александр Базилевский, участвовавший в проекте как селенолог, заведующий лабораторией сравнительной планетологии Института геохимии и аналитической химии имени Вернадского (ГЕОХИ).

«Луноход-2» тоже нашли. Причём нашли с американского орбитального спутника-разведчика, который был запущен в прошлом году, в июне. Кстати на Луне находится и наш прибор по определению воды. Спутник сфотографировал как места посадки «Аполлонов», так и наших «Луны-17», и наши «Луноход-1» и «Луноход-2». Их интересует только вопрос о том, почему у «Лунохода-1» светлое пятно на фотографии, а у «Лунохода-2» — чёрное. Но они забыли о том, что на «Луноходе-2» мы не закрыли панель солнечной батареи. Это был день, когда мы уходили. Поэтому он стоит с открытой панелью солнечной батареи, но тоже смотрит на восток.
— Вячеслав Георгиевич Довгань, академик Российской академии космонавтики, профессор, генерал-майор
Точное местонахождение установили по снимкам LRO Вадим Кайдаш и Сергей Герасименко из Харьковского университета. Положение «Лунохода-2» на поверхности Луны: 25,84009° с. ш., 30,90191° в. д.. Том Мерфи, обнаруживший в 2010 году уголковый отражатель «Лунохода-1» и сообщивший о проведении успешных опытов по лазерной локации, указывает координаты «Лунохода-2»: 25,8509889° с. ш., 30,9087373° в. д..